# 100発100中 黄金の眼
『100発100中 黄金の眼』（ひゃっぱつひゃくちゅう おうごんのめ）は1968年3月16日に公開された日本映画。製作は東宝撮影所。配給は東宝。カラー、シネマスコープ。上映時間は80分。

## ストーリー
レバノンの首都ベイルート。国際刑事警察の一員であるアンドリュー星野は街の射撃場で射撃の練習をしていた。
すると街角である混血の少女から1ドル銀貨を代償に父親の仇討ちを頼まれる。彼女の父親は石油王だったが何者かに殺害されてしまったという。
それから星野は歌手の斎藤ミツコと知り合うが、そのころから星野は何者かに命を狙われ始める。通りすがりの人からもらった花束に爆弾が仕掛けられており、その黒幕を探る星野は金の密輸団を追ってベイルートまで来ていた手塚刑事から正体を聞く。
星野を狙った者たちも手塚が追っていた金密輸団で、狙いは星野が少女からもらった1ドル銀貨だった。この銀貨の正体は世界に1枚しかないとされる時価10億円相当の金貨「サマンタ・ゴールド」だった。
金貨の奪取に失敗した密輸団は、ロンドンから女殺し屋のルビーを呼び寄せて星野を追う。
そのころ星野はミツコとともに日本に向かっていた。星野を追うルビーは一味の仲間である黒川とハッサン弟と共に日本に向かう。
しかし東京のホテルで星野とミツコは、ハッサン弟がバスルームで殺されているのを発見する。星野は関わり合いを恐れて逃げ出すが、そこで落としてしまった「サマンタ・ゴールド」を何も知らないミツコがペンダントにしてしまう。
それを知った黒川は狙いをミツコに切り替える。
実は黒川は一味を裏切って金貨をひとり占めしようとしていた。それを知った星野と手塚はルビーと協力して黒川の行方を追うが、黒川はミツコとともに箱根のラリー参加していた。
黒川の裏切りを知った一味のボスもハッサン兄を連れて来日する。
黒川を追い詰めた星野たちは銃撃戦の末に彼を逮捕するが、ミツコのペンダントは無くなっていた。それから間もなくしてミツコとルビーは一味のボスに捕まってしまう。
それを知った星野と手塚はボスの居場所に乗り込み、銃撃戦の末に一味を撃破する。
「サマンタ・ゴールド」はルビーが持っていた。実はルビーの正体はロンドンの国際保険協会（I.I.A.L）の調査員で、金貨のありかを求めて一味に潜入していたのだった。
そして一味のボスも星野の銃弾に倒れ、星野は少女の復讐を果たすことが出来た。

## スタッフ
- 監督：福田純
- プロデューサー：田中友幸、貝山知弘 [要出典]
- 製作総指揮：清水雅 [要出典]
- 製作：松岡辰郎 [要出典]
- 製作補：森岩雄 [要出典]
- 企画：藤本真澄 [要出典]
- 脚本：都筑道夫、小川英、福田純
- 音楽：佐藤勝
- 撮影：山田一夫
- 美術：育野重一
- 録音：伴利也
- 照明：金子光男
- 編集：藤井良平
- チーフ助監督：長野卓
- スチール：岩井隆志

## キャスト
- アンドリュー星野：宝田明
- ルビー：前田美波里
- 手塚 竜太：佐藤允
- 斎藤ミツコ：沢知美
- ボス（ストンフェラー）：アンドリュー・ヒューズ (声: 高塔正翁)
- 黒川：土屋嘉男
- ハッサン兄弟：桐野洋雄
- 混血の少女：桜井万里
- カシム警部：ジャラール・アーメット
- 中年の日本人：堺左千夫
- 部下：伊吹徹、久野征四郎、荒木保夫、緒方燐作、内海進、覚幸泰彦、渡辺高光
- レスラー：広瀬正一、柳成延

※以下ノンクレジット出演者
- ラリーの係員: 渋谷英男、坂本晴哉、河辺昌義
- クラブマネージャー: 岡豊
- ホテルのボーイ: 井上大助、清水良二
- ベイルートの警官: 坪野鎌之、中西英介
- 部下: 佐藤功一、伊藤実、門脇三郎
- ベイルートの男: 越後憲、勝本圭一郎、千葉一郎、勝部義夫、篠原正記
- ホテルの男: オスマン・ユセフ、橘正晃
- 小松英三郎

## 同時上映
『カモとねぎ』
- 脚本：松木ひろし・田波靖男／監督：谷口千吉／主演：森雅之／東宝・宝塚映画作品